# Echthromyrmex platypterus
Echthromyrmex platypterus is een insect uit de familie van de mierenleeuwen (Myrmeleontidae), die tot de orde netvleugeligen (Neuroptera) behoort. 
Echthromyrmex platypterus is voor het eerst wetenschappelijk beschreven door McLachlan in 1867.